# 長野県道137号借宿小諸線

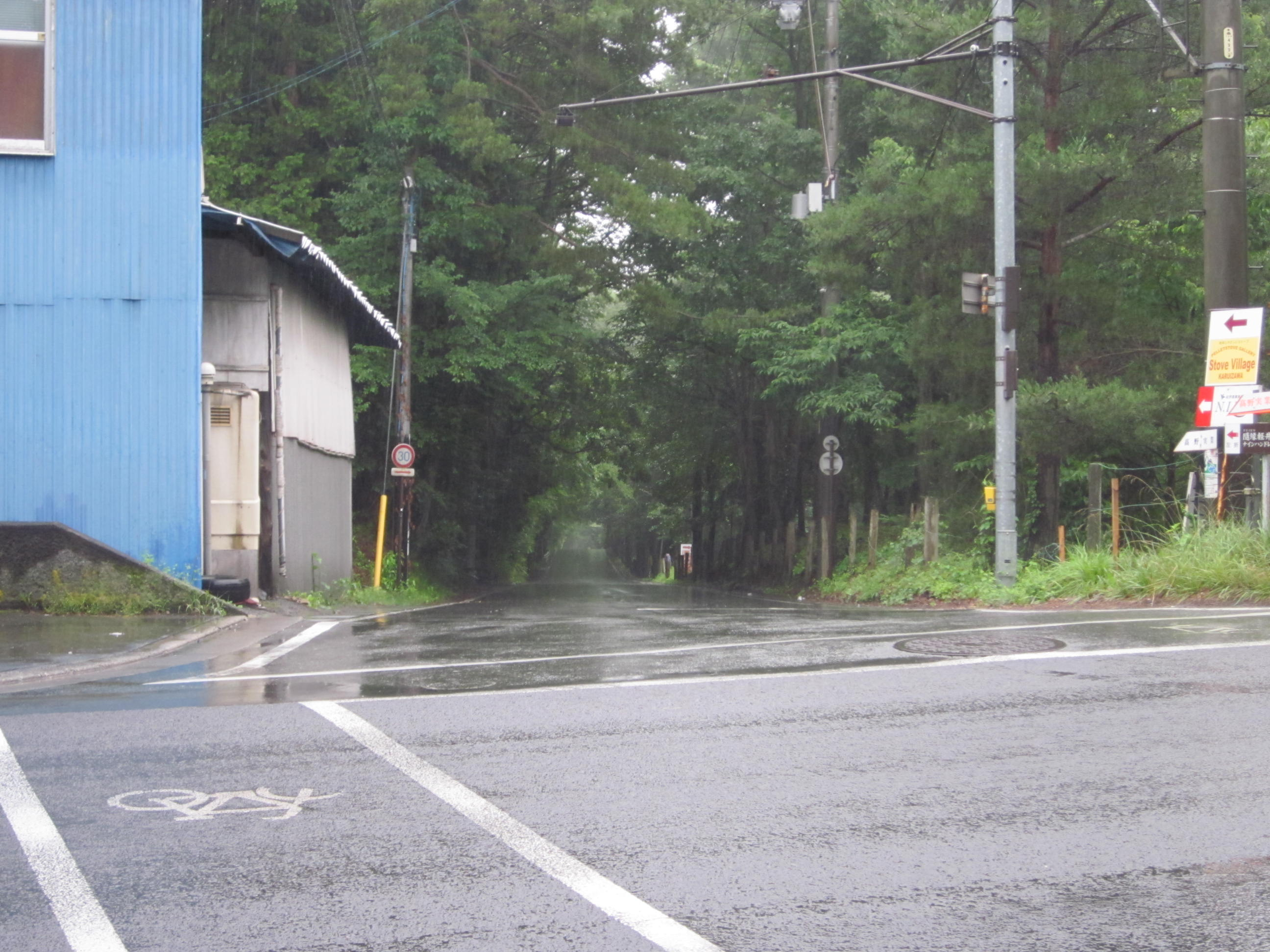
起点の様子

長野県道137号借宿小諸線（ながのけんどう137ごう かりやどこもろせん）は、長野県北佐久郡軽井沢町と小諸市を結ぶ一般県道である。

## 概要

### 路線データ
- 起点：長野県北佐久郡軽井沢町追分（追分交差点、国道18号交点）
- 終点：長野県小諸市柏木（四ツ谷交差点、国道141号（国道18号旧道）交点）

## 路線状況

### 重複区間
- 国道141号 - 小諸市御影新田

### 道路施設
- 倉賀橋

## 地理

### 通過する自治体
- 北佐久郡
  - 軽井沢町 - 御代田町
- 佐久市
- 小諸市

### 接続する道路
- 国道18号 - 北佐久郡軽井沢町追分（追分交差点、起点）
- 長野県道136号信濃追分停車場線 - 北佐久郡軽井沢町追分
- 長野県道156号草越豊昇佐久線 - 北佐久郡御代田町草越
- 長野県道9号佐久軽井沢線 - 北佐久郡御代田町御代田（小田井交差点）
- 国道141号 - 小諸市御影新田（御影新田池の前交差点）並びに (美南交番前交差点)
- 国道18号旧道(現 国道141号) - 小諸市柏木（四ツ谷交差点）

### 沿線
- 軽井沢町立軽井沢西部小学校
- 成城学園白樺荘
- 楓ヶ丘別荘地
- 雪窓湖
- 雪窓公園
- 御代田町立御代田南小学校
- 雪窓保育園
- 杉の子幼稚園
- 御影陣屋跡
- JR小海線 三岡駅